# Цонев, Коста
Ко́ста Димитро́в Цо́нев (3 июня 1929, София, Болгарское царство — 25 января 2012, там же) — болгарский киноактёр и политик. Народный артист НРБ. Депутат Народного собрания 39-го и 40-го созывов. Лауреат многих премий и наград.

## Биография
Коста Цонев окончил Высший институт театрального искусства по специальности «актёрское мастерство». Работал в Молодёжном театре и театре «София». За свою карьеру снялся более чем в 200 фильмах. Наиболее известен как исполнитель роли разведчика Эмиля Боева, роль которого сыграл в нескольких фильмах.
В 2001 и 2005 годах избирался депутатом, соответственно, 39-го и 40-го созыва болгарского парламента — Народного собрания. В качестве депутата реализовывал уникальный проект «Театральный дом „Надежда“».
Издал книгу мемуаров «Дон Кихот из Красного села».
Умер 25 января 2012 года в Софии. Премьер-министр Болгарии Бойко Борисов в телеграмме с соболезнованиями сказал об актёре: «Он жил достойно и духовно, отстаивал свои позиции как актёр, творец, общественный деятель, но, прежде всего, как человек, и оставался верен себе и своим друзьям. Уверен, что память о нём будет жить в десятках сыгранных им ролей в кино и театре, которыми он прикасался к нашему сердцу».

## Личная жизнь
Коста Цонев был женат дважды. Первая жена — Анахид Тачева, вторая — Елена Цонева. У актёра двое детей. Сын Димитр — журналист (скончался в 2016 году) и дочь Теодора. Братом Косты Цонева является известный сатирик Васил Цонев. Второй брат — Иван Цонев — эмигрировал в Австралию.

## Награды и премии
- Заслуженный артист Болгарии (1969)
- Народный артист Болгарии (1976)[1]
- Димитровская премия (1980)
- Орден «Стара планина» первой степени (1999)
- Награда Союза болгарских деятелей кино за крупный вклад в развитие киноискусства (2000)

## Роли в театре
- «Каменный гость» (А. С. Пушкин) — дон Гуан
- «Ричард III» (У. Шекспир) — король Ричард
- Дон Кихот (М. Сервантес)

## Фильмография
1. 1956 — Димитровградцы
2. 1958 — Нищенская радость — Лазар Дабака
3. 1959 — Командир отряда — Даньо
4. 1960 — Тихим вечером — капитан
5. 1960 — Бедная улица — Петар
6. 1961 — В ночь на тринадцатое — майор Андрей Панов
7. 1961 — Будь счастлива, Ани! — Боян
8. 1962 — Золотой зуб — капитан Луков
9. 1963 — Смерти нет — Младенов
10. 1969 — Свобода или смерть — подвоевода
11. 1969 — На каждом километре
12. 1969 — Господин Никто — Эмиль Бобев
13. 1971 — Что может быть лучше плохой погоды — Эванс
14. 1971 — bg:Необходимият грешник — адвокат Иван Асенов
15. 1971 — На каждом километре 2
16. 1971 — Демон империи — отец Матей Преображенский
17. 1971 — Гневное путешествие
18. 1972 — Шайка — Калинов
19. 1973 — Большая скука — Уильям Сеймур
20. 1973 — Большая победа — брат Бонева
21. 1974 — Бразильская мелодия
22. 1974 — Мой отец был художником — отец
23. 1975 — Свадьба Иоанна Асена — Александар / Иоанн Асен
24. 1975 — Магистраль — главный инженер
25. 1975 — Буна
26. 1976 — Синяя бесконечность — Эмиль Боев
27. 1976 — Реквием по шлюхе — Эмиль Боев
28. 1976 — В Сантьяго идёт дождь
29. 1976 — Гореть, чтобы светить — Павел
30. 1976 — Дополнение к закону по защите государства — Йосиф Хербст
31. 1977 — Год от понедельника — Антон Стаменов
32. 1977 — Бассейн — Апостол
33. 1978 — Юлия Вревская — старый ополченец
34. 1978 — Умирать — в крайнем случае — Эмиль Боев
35. 1978 — Адиос, мучачос — Васил
36. 1979 — Тайфуны с ласковыми именами — Эмиль Боев
37. 1979 — Один среди волков — генерал Лукаш
38. 1979 — По следам без вести пропавшего — генерал Русев
39. 1981 — Удар — принц Кирилл
40. 1981 — Милосердие для жизни — профессор Андрей Хайдутов
41. 1982 — Царская пьеса — Александр Цанев, советник царя
42. 1982 — Почти ревизия — Вакрил
43. 1982 — Кристаллы — академик Абаджиев
44. 1983 — bg:Фалшификаторът от „Черният кос“
45. 1983 — Парижская драма — Фрэнк Гаррет
46. 1984 — Спасение — Никола Бакарджиев
47. 1985 — Этот прекрасный возраст — Румен Илиев
48. 1985 — Последний язычник
49. 1985 — Лесные люди
50. 1985 — Борис I — Климент Охридский
51. 1985 — Накануне — Рендич
52. 1986 — В поисках капитана Гранта — Этцель
53. 1986 — Эшелон смерти — Димитр Пешев
54. 1987 — Небо для всех — генеральный директор
55. 1987 — Мечтатели — Георгий Живков
56. 1987 — История собаки
57. 1987 — Дом для наших детей — Христо Алданов
58. 1987 — Время в пути — Христо Алданов
59. 1988 — bg:Чичо кръстник
60. 1988 — Слепая суббота
61. 1988 — Безжалостный — Христо Алданов
62. 1988 — Вчера — отец Веры
63. 1988 — Большая игра
64. 1989 — Развод, развод — муж Марии
65. 1990 — Чужой племянник — незнакомец
66. 1990 — bg:Немирната птица любов — свидетель
67. 1990 — Индийские игры — Ангел
68. 1990 — Отцы и сыновья — Христо Алданов
69. 1991 — Утопленник
70. 1992 — Вторая смерть Грегора З. — Симеон Бойович
71. 1993 — Круг — Иван Димовский
72. 1993 — bg:Жребият — Борис Скарлатов
73. 2004 — Безумный день — дед
74. 2007 — Торговые пути — Александар Георгиев